# Cañadas de San Pedro
Cañadas de San Pedro es una pedanía perteneciente al municipio de Murcia (España). Cuenta con una población de 337 habitantes (INE 2019) y una extensión de 66,093 km², siendo la segunda pedanía del municipio en cuanto a extensión. Su territorio se enmarca en la Cordillera Sur.
Dentro del término de la pedanía se encuentran dos núcleos urbanos: Venta de los Pinos y Cabezo de la Plata. 

## Geografía
Limita con:
- al este: municipio alicantino de Orihuela
- al sur: Sucina y Gea y Truyols
- al oeste: Algezares, Beniaján y Torreagüera
- al norte: Los Ramos y Zeneta.

## Patrimonio
En la pedanía de Cañadas de San Pedro se encuentran los restos del Castillo del Cabezo del Moro situado sobre las estribaciones de las sierras Altaona y Escalona, al pie del Puerto de San Pedro, zona de transición entre la Huerta de Murcia y la comarca campesina del Mar Menor, siendo posteriormente frontera con el Reino de Aragón.

## Festividades
Venta de los Pinos celebra sus fiestas patronales en honor a la Virgen de las Mercedes el 24 de septiembre, mientras que Cabezo de la Plaza homenajea a San Isidro el 15 de mayo. 
- Datos: Q5759567